# هاجريون
Hagarenes ((باليونانية: Ἀγαρηνοί)‏ Agarenoi, (بالسريانية: ܗܓܪܝܐ) Hagráyé أو ܡܗܓܪܝܐ Mhaggráyé) هو مصطلح استخدم على نطاق واسع في العصور الوسطى في اللغات السريانية واليونانية القبطية والأرمنية وذلك لوصف أوائل العرب الفاتحين لبلاد ما بين النهرين وسوريا ومصر.
استخدم الاسم في السجلات المسيحية والأدب البيزنطي لوصف «العرب الحنفاء» ولاحقاً لوصف القوات الإسلامية كمرادف للمصطلح «ساراكينوس». في السريانية يمكن أن يكون المصطلح "Hagraye" ترجمة لجملة «أتباع أو نسل هاجر», في حين يمكن أن تكون صيغة "Mhaggraye" لها صلة بالكلمة العربية «المهاجرون», بعض العلماء يفترضون أن المصطلح ليس له أصل مسيحي. باتريشيا كرون ومايكل كوك المطالبة في كتاب Hagarism: صنع العالم الإسلامي قدم من قبل المسلمين أنفسهم الذين وصفوا التقدم العسكري في الشام والقدس على وجه الخصوص الهجري.
الاسم تستخدم بالتبادل مع Ishmaelites ، وجاء أيضا يعني أي مسلم. مثال على الاستخدام الحالي هو Ahryani (Aхряни)، وهو اسم يستخدم البلغارية المسلمين في العامية البلغارية - على الرغم من أن هذا المصطلح كما تم شرح موازاة انتشار البلقان الإسلام ضد-التثليث الآريوسية.[بحاجة لمصدر]